# Missões diplomáticas dos Camarões

Missões diplomáticas dos Camarões.

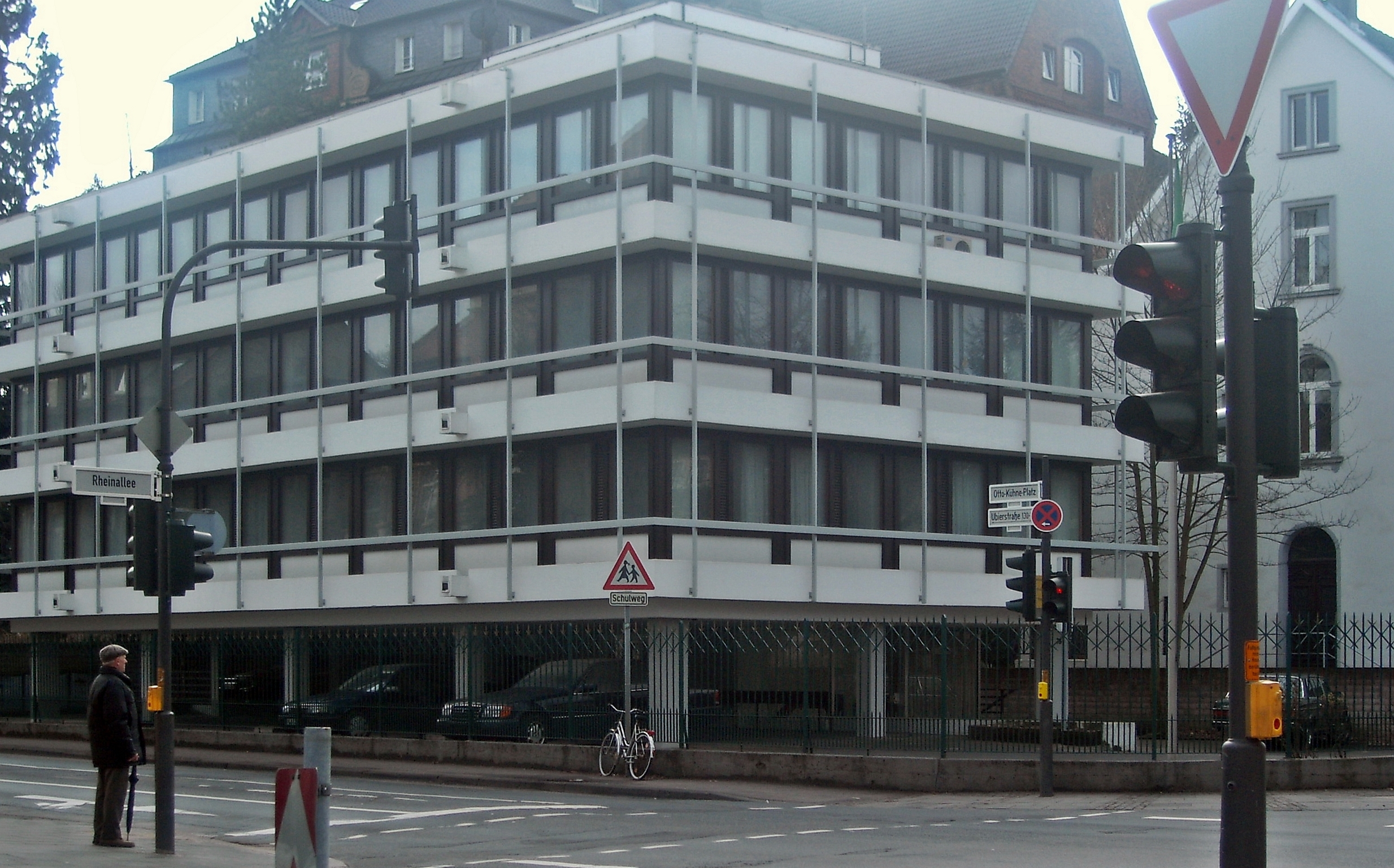
Antiga embaixada dos Camarões em Bona, Alemanha.

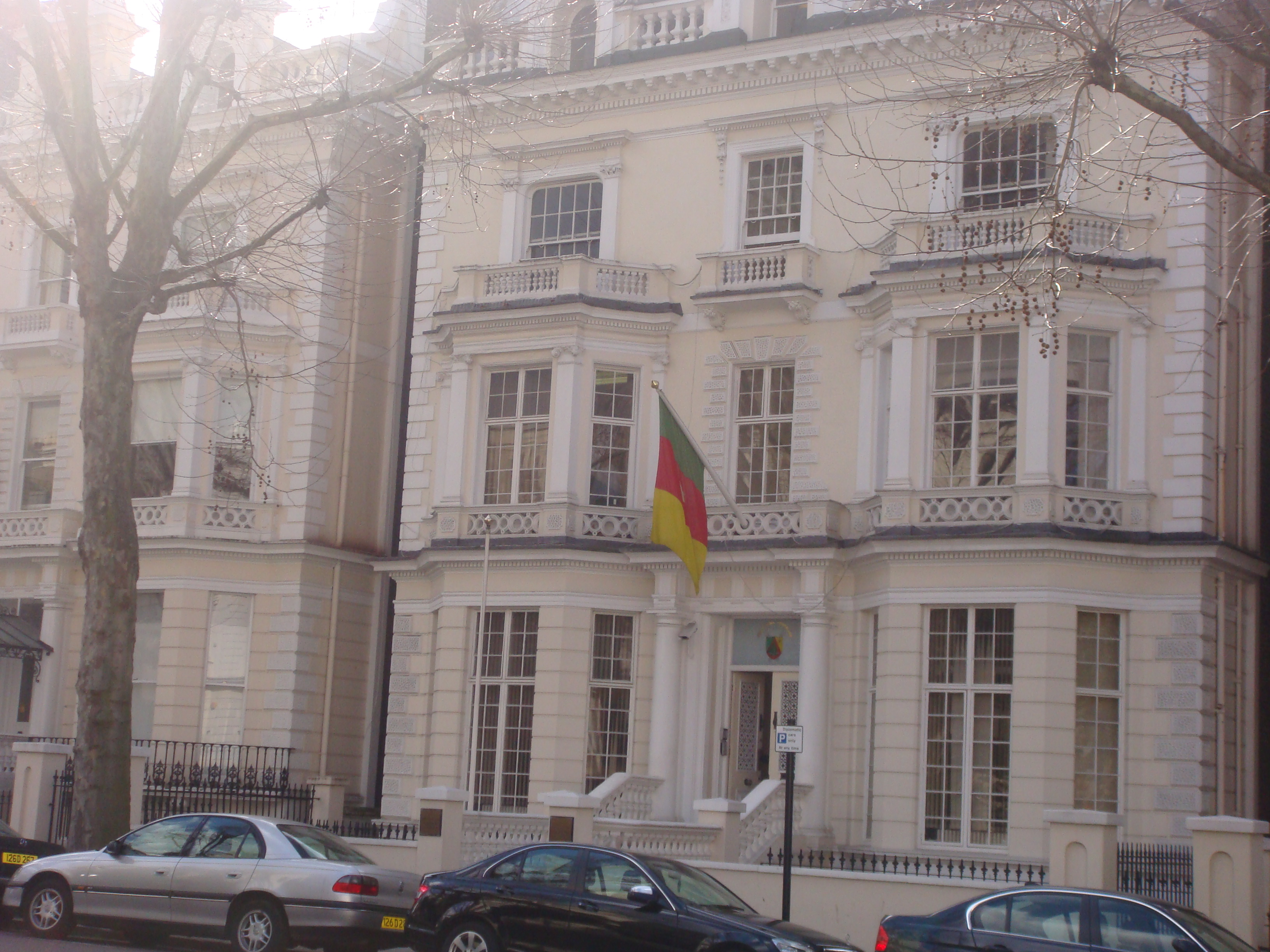
Embaixada dos Camarões em Londres, Reino Unido.

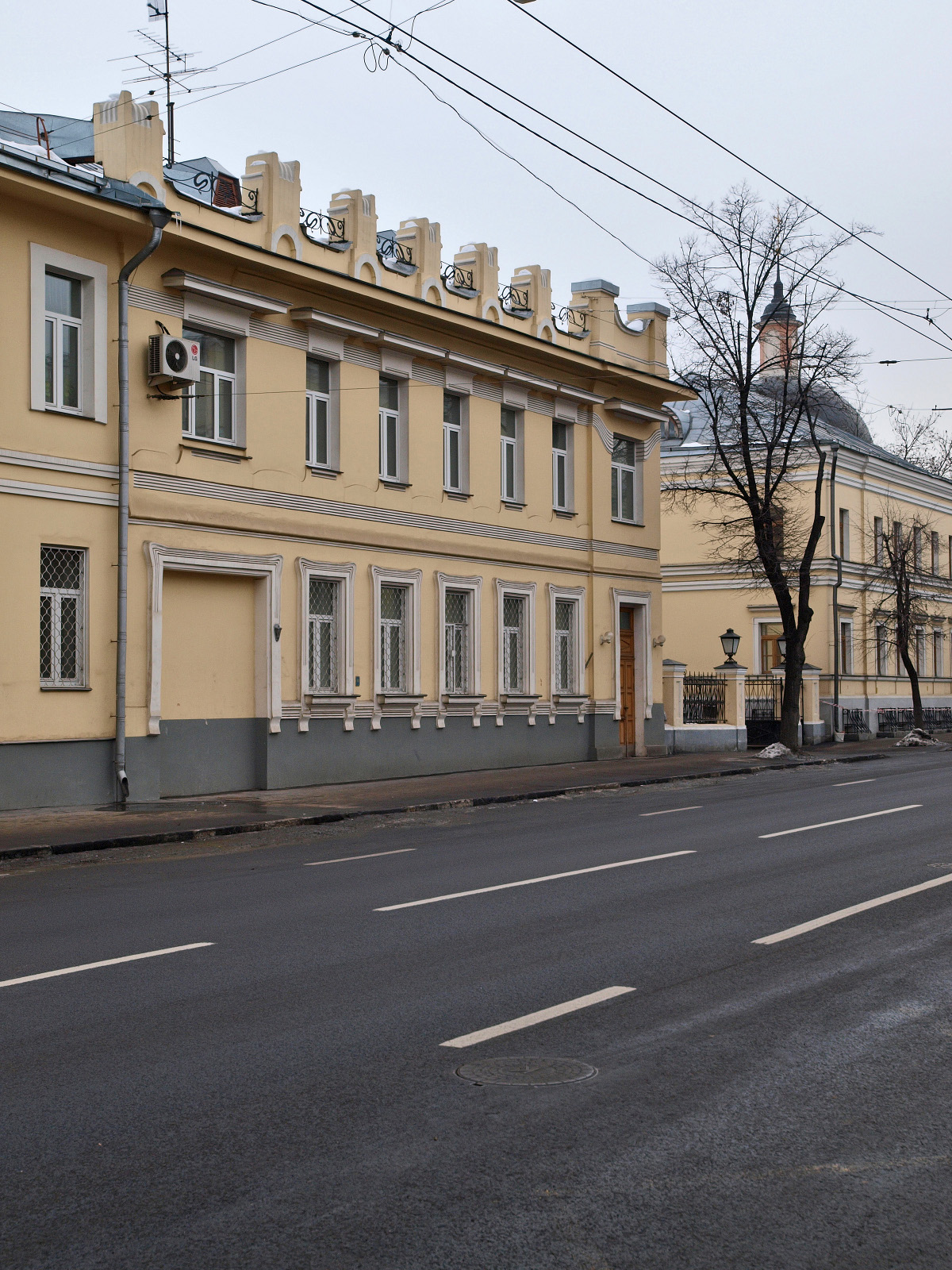
Embaixada dos Camarões em Moscou, Rússia.

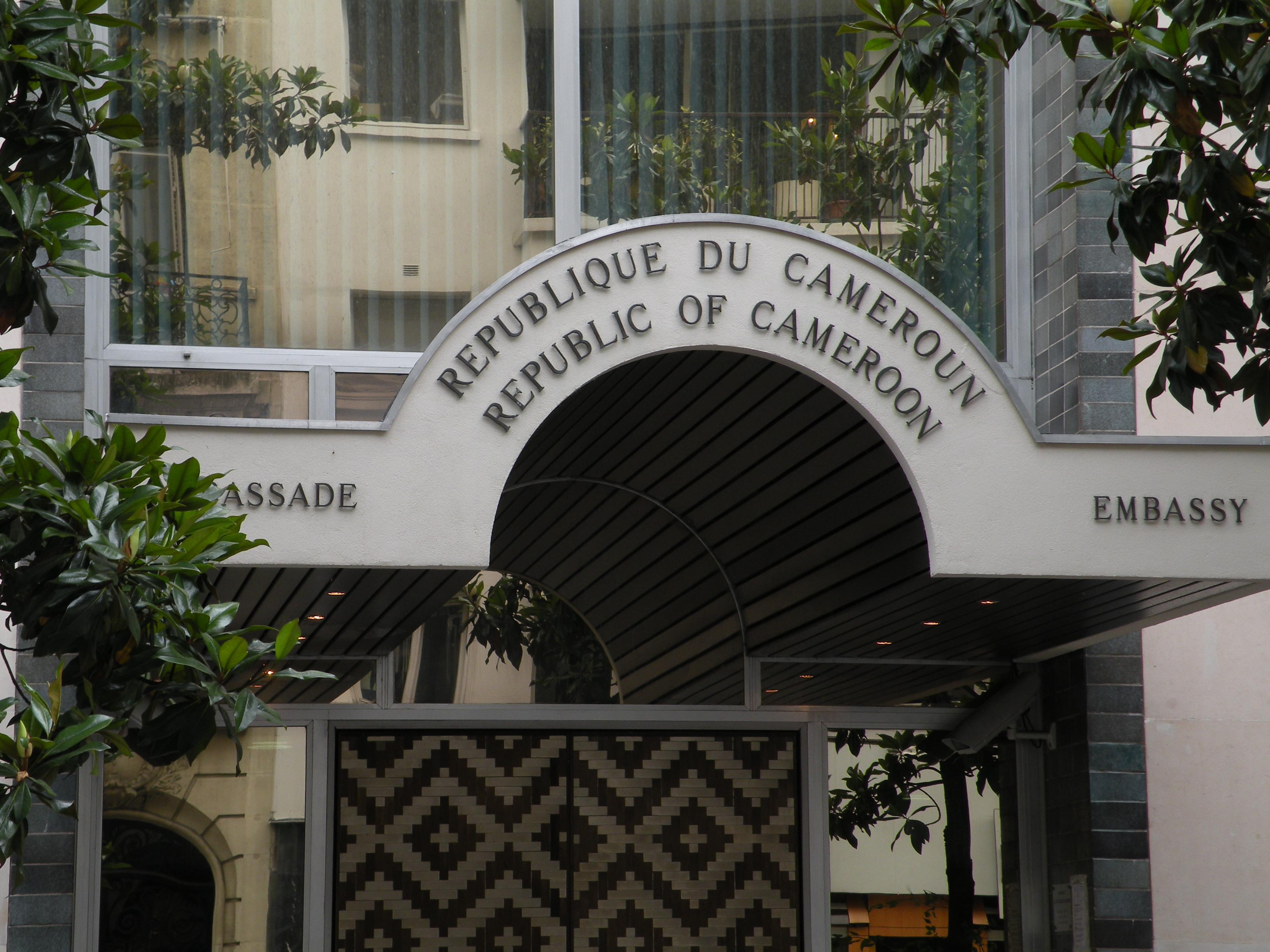
Embaixada dos Camarões em Paris, França.

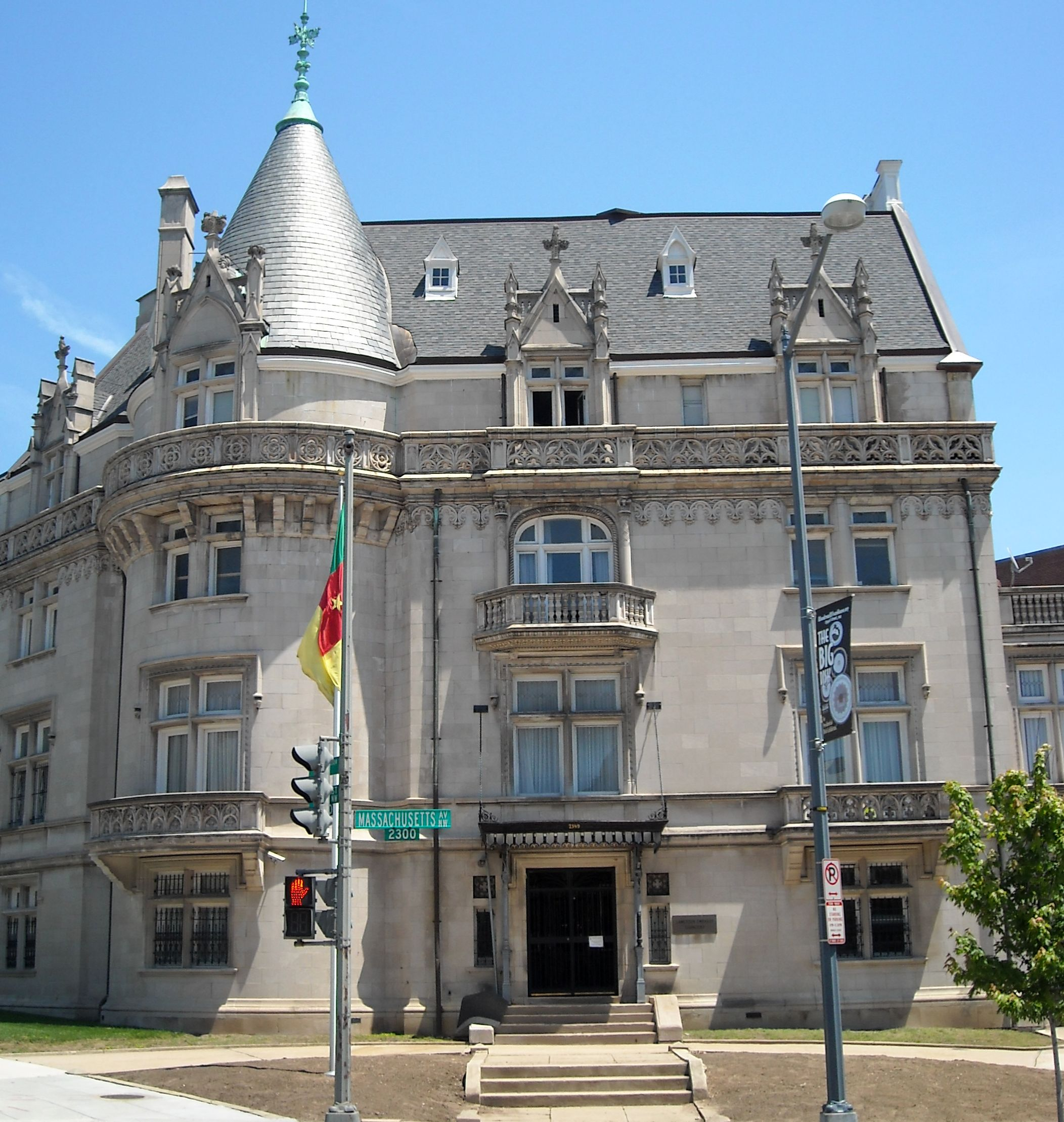
Embaixada dos Camarões em Washington DC, Estados Unidos.

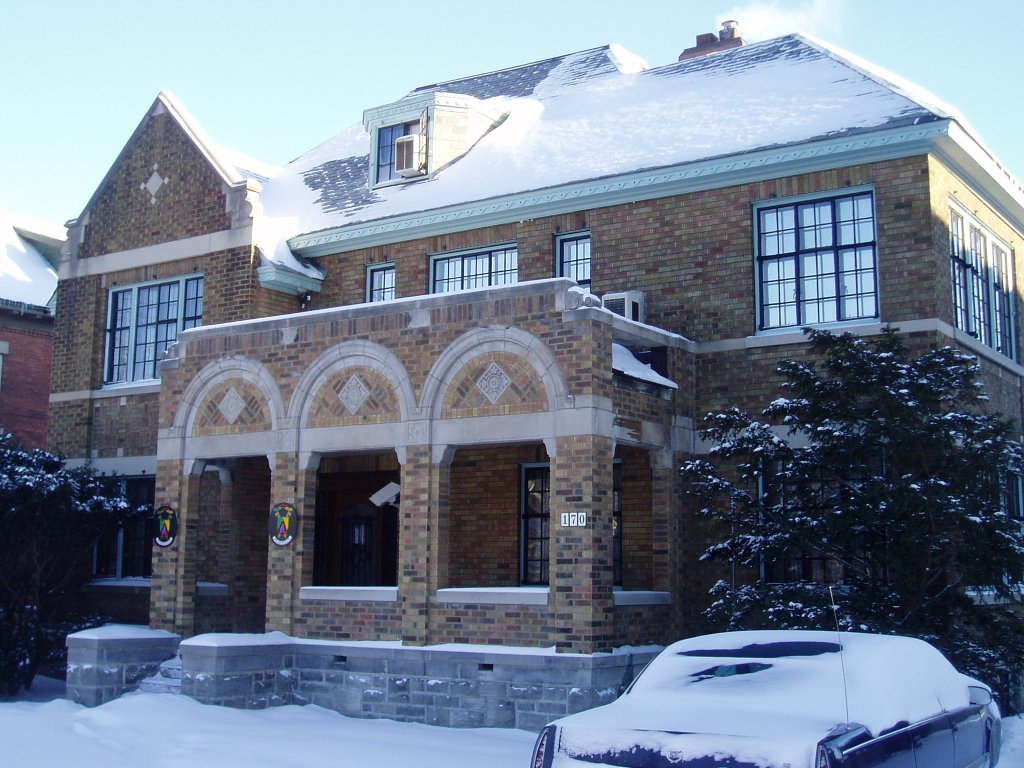
Alta comissão dos Camarões em Ottawa, Canadá.

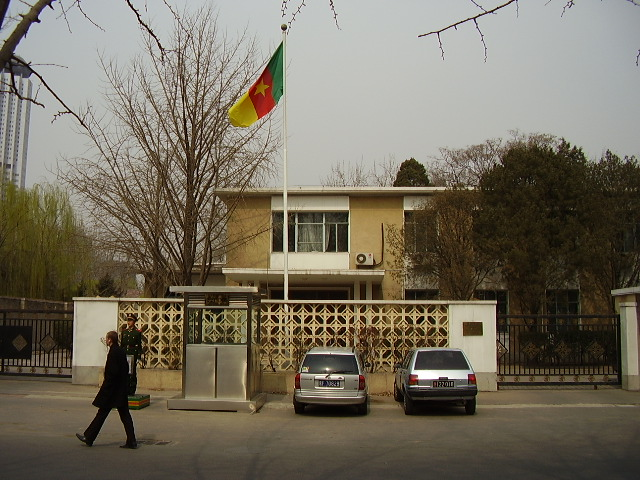
Embaixada dos Camarões em Pequim, China.

## Europa
- Alemanha
  - Bonn (Embaixada)
  - Düsseldorf (Consulado-geral)
- Bélgica
  - Bruxelas (Embaixada)
- França
  - Paris (Embaixada)
  - Marselha (Consulado-geral)
- Itália
  - Roma (Embaixada)
- Países Baixos
  - Haia (Embaixada)
- Rússia
  - Moscou (Embaixada)
- Espanha
  - Madrid (Embaixada)
- Suíça 
  - Berna (Embaixada)
- Reino Unido
  - Londres (Alta comissão)

## América
- Brasil
  - Brasília (Embaixada)
- Canadá
  - Ottawa (Alta comissão)
  - Montreal (Consulado-geral)
- Estados Unidos
  - Washington DC (Embassy)

## África
- África do Sul
  - Pretória (Embaixada)
- Argélia
  - Argel (Embaixada)
- República do Congo
  - Brazzaville (Embaixada)
- Costa do Marfim
  - Abidjã (Embaixada)
- Egito
  - Cairo (Embaixada)
- Etiópia
  - Adis-Abeba (Embaixada)
- Guiné Equatorial
  - Malabo (Embaixada)
- Gabão
  - Libreville (Embaixada)
- Nigéria
  - Lagos (Alta comissão)
  - Calabar (Consulado-geral)
- República Centro-Africana
  - Bangui (Embaixada)
- República Democrática do Congo
  - Kinshasa (Embaixada)
- Senegal
  - Dakar (Embaixada)

## Ásia
- Arábia Saudita
  - Riad (Embaixada)
  - Jedda (Consulado-geral)
- China
  - Pequim (Embaixada)
  - Hong Kong (Consulate)
- Japão
  - Tóquio (Embaixada)

## Organizações multilaterais
- Nova Iorque (Delegação ante as Nações Unidas)
- Genebra (Delegação ante as Nações Unidas e organizações internacionais)
- Paris (Missão permanente dos Camarões ante a UNESCO)
- Roma (Missão permanente dos Camarões ante a FAO)